# The Worst Man in London
The Worst Man in London (Originaltitel O Pior Homem de Londres) ist ein Kriminalfilm von Rodrigo Areias. In dem Mitte des 19. Jahrhunderts spielenden Historienfilm ist Albano Jerónimo in der Rolle des berühmt-berüchtigten Kunsthändlers Charles Augustus Howell zu sehen. Der Film feierte Ende Januar 2024 beim Internationalen Filmfestival Rotterdam seine Premiere und kam Anfang Februar 2024 in die portugiesischen Kinos.

## Handlung
London, in der zweiten Hälfte des 19. Jahrhunderts. Die Präraffaeliten dominieren die Kunstwelt. In dieser ist der in Portugal geborene Kunsthändler Charles Augustus Howell zuhause. Er hat beste Verbindungen zur High Society und versorgt diese und Künstler wie Dante Gabriel Rossetti oder dessen Gattin Elizabeth Siddal mit Opium. Neben dem Drogenhandel verdient er sein Geld auch als Fälscher und mit Erpressungen. Zudem unterstützt Howell verschiedene politische Anschläge, so ein Attentat auf den französischen Kaiser Napoleon III.

## Biografisches

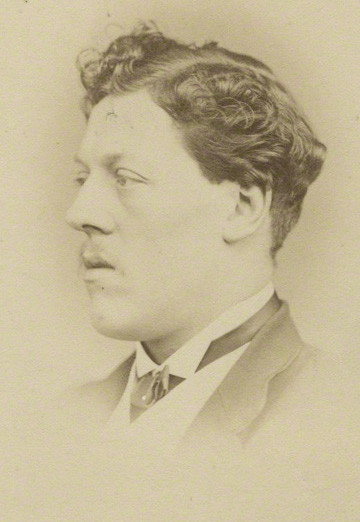
Der Kunsthändler Charles Augustus Howell

Charles Augustus Howell wurde 1840 in Porto als Sohn eines englischen Vaters und einer portugiesischen Mutter geboren, ging aber bereits als Jugendlicher nach Großbritannien, vermutlich weil er beim Betrügen beim Kartenspielen erwischt worden war. Im Jahr 1858 verließ Howell Großbritannien, kurz bevor sein Freund Felice Orsini versuchte, Napoleon III. zu ermorden. Dies führte zu Gerüchten, dass Howell an der Verschwörung beteiligt war. Im Jahr 1864 kehrte er zurück und betätigte sich als Kunsthändler.
Besondere Bekanntheit erlangte Howell dadurch, dass er den Dichter Dante Gabriel Rossetti überredete, die handgeschriebenen Gedichte auszugraben, die dieser seiner Frau, der englischen Malerin und Dichterin Elizabeth Siddal, mit ins Grab gegeben hatte, um diese zu verkaufen. Sein schlechter Ruf inspirierte Arthur Conan Doyle zu seiner Sherlock-Holmes-Geschichte The Adventure of Charles Augustus Milverton. Der Dichter Algernon Charles Swinburne sagte über Howell, er sei „der abscheulichste Schurke“ gewesen, dem er je begegnete.
Howell starb unter mysteriösen Umständen. Seine Leiche wurde am 21. April 1890 vor einem Bordell im Stadtteil Chelsea gefunden, mit durchschnittener Kehle und einer Münze im Mund. Anschließend wurden in seinem Haus kompromittierende Briefe mehrerer prominenter Personen entdeckt, die den Verdacht aufkommen ließen, es habe sich um einen Mord gehandelt.

## Produktion

### Regie und Drehbuch
Regie führte Rodrigo Areias. Es handelt sich nach Tebas, Corrente und Estrada de Palha um den vierten Kinospielfilm und den achten Film insgesamt des portugiesischen Filmemachers. Das Drehbuch schrieb Eduardo Brito. Er war in der Vergangenheit unter anderem als Autor des Dokumentarfilms A Glória de Fazer Cinema em Portugal von Manuel Mozos tätig.

### Besetzung und Dreharbeiten
Der Portugiese Albano Jerónimo spielt in der Titelrolle Charles Augustus Howell. Edward Ashley ist in der Rolle von Dante Gabriel Rossetti und die portugiesische Schauspielerin Victória Guerra in der Rolle seiner Ehefrau, der Malerin und Dichterin Elizabeth Siddal zu sehen. Ihr Landsmann Edgar Morais, bekannt aus Filmen wie Kaffee und ein Paar neue Schuhe und Lovely, Dark, and Deep, spielt den britischen Maler Simeon Solomon. Der US-Amerikaner Lucas Elliot Eberl ist in der Rolle des englischen Dichters Algernon Charles Swinburne, Scott Coffey in der Rolle des Malers und Sozialreformers John Ruskin und Tom Shepherd in der Rolle des Malers Edward Burne-Jones zu sehen. Weitere Rollen wurden mit Simon Paisley Day, Carmen Chaplin, Jean-François Balmer und Christian Vadim besetzt.
Die Dreharbeiten fanden in Portugal statt und dienten auch dem spätviktorianischen London als Kulisse. Kameramann Jorge Quintela war bereits für Areias' Estrada de Palha  tätig und hiernach für Dokumentarfilme wie Correspondências  von Rita Azevedo Gomes.

### Filmmusik und Veröffentlichung
Die Filmmusik komponierte Samuel Martins Coelho.
Die Weltpremiere des Films fand am 28. Januar 2024 beim Internationalen Filmfestival Rotterdam statt, wo er im Big Screen Competition nominiert war. Am 8. Februar 2024 kam er in die portugiesischen Kinos.

## Auszeichnungen
Internationalen Filmfestival Rotterdam 2024
- Nominierung im Big Screen Competition[3]